# Newtonville (Massachusetts)
Pour les articles homonymes, voir Newtonville.
Newtonville est un village situé dans la banlieue de Newton dans le comté de Middlesex au Massachusetts.

## Personnalités
- Virginia Thompson (1903-1990), politiste américaine, y est née